# PageDefrag
PageDefrag é um programa desenvolvido pela Sysinternals (agora  distribuído pela Microsoft) para Microsoft Windows que roda na inicialização para desfragmentar a memória virtual, registro e os logs visualizador de eventos.
A desfragmentação desses arquivos pode melhorar a performance do sistema.
O software não desfragmenta o conteúdo dos arquivos do registro, apenas a localização destes arquivos no disco rígido. Outros utilitários como o NTREGOPT otimizam os arquivos do registro.
O PageDefrag funciona no Windows NT 4.0, Windows 2000, Windows XP, e Windows Server 2003. Embora o site erroneamente afirma que "funciona no Windows XP (32-bit) e superior, Windows Server 2003 (32-bit) e superior." a ferramenta não desfragmamenta o arquivo de paginação Windows Vista, Windows 7 ou Windows Server 2008, ele é capaz de desfragmentar as seções do registro destas versões. Soluções alternativas para versões posteriores do Windows, incluindo versões de 64-bit do Windows, incluem a utilização de um disco de boot BartPE ou inicialização a partir de um disco de instalação do Windows usando a interface de linha de comando.